# Короли побега (телесериал)
Короли побега (англ. Breakout Kings) — американский криминальный драматический сериал, созданный Ником Санторой и Мэттом Олмстедом на телевизионной студии A&E Network. Премьера состоялась 6 марта 2011 года. Сериал был официально продлён на второй сезон состоящий из 10 серий 6 июля 2011, первый эпизод которого был показан 4 марта 2012 года. Последний эпизод сериала вышел 29 апреля 2012 года, а 18 мая было объявлено о прекращении выпуска сериала 

## Сюжет
Сериал рассказывает о двух маршалах США — Чарли Дюшампе и Рэе Занконелли, создающих команду из опытных беглецов, чтобы вместе ловить сбежавших из тюрьмы преступников. В команду входят три самых неуловимых преступника, дела которых расследовал Занконелли: бывший вундеркинд и эксперт по психологическому анализу — профессор Ллойд Лоувери, предприниматель Ши Дэниелс и киллер Эрика Рид. За каждого пойманного ими беглеца Чарли и Рэй списывают месяц от их более чем двадцатилетнего срока, а также обеспечивают перевод в более удобную тюрьму. Помощь преступникам и маршалам оказывает Джулианна, выступающая в роли связного и информатора.

## Производство
Сериал Короли побега изначально был разработкой телевизионной сети Fox. Мэтт Олмстед и Ник Сантора написали сценарий для пилотной серии, получив поддержку Fox в августе 2009 года. В январе 2010 года было объявлено, что Fox дает «зелёный цвет» пилотному эпизоду. 12 мая 2010 года компания Fox объявила, что не собирается снимать продолжение, и начала пытаться продать «Королей побега» другим сетям. В июне 2010 года было сообщено, что A&E Network получила права на продолжение съемок. В первом сезоне было снято 13 эпизодов. Сериал продлен на второй сезон, который был показан в марте и апреле 2012 года. В мае, после показа финала второго сезона, стало известно о снятии сериала с эфира.

## В ролях
- Лаз Алонсо в роли Чарли Дюшампа. Заместитель маршала США и руководитель группы. Он пришёл из департамента Уголовного Анализа и на последующие шесть лет был назначен на канцелярскую работу из-за врожденного порока сердца. Он находился под большим давлением, чтобы добиться результатов, так как любые отказы в группе, привели бы к его возврату на офисную работу. Чарли был убит в бою с беглецом Дамианом Фонтлероем в премьере 2 сезона.
- Доменик Ломбардоцци в роли Рэя Занконелли. Бывший вице-маршал США, который потерял работу после того, как он был признан виновным в краже денег с места преступления, для покупки автомобиля дочери. Эта информация была изначально скрыта от других осужденных, пока Ши (см. ниже) не подслушал разговор Чарли с Рэем. Ему проще находить общий язык с осужденными, чем Чарли, поскольку он похож на них. Весь сезон Рэй находится на условно-досрочном освобождении, живёт в социальной гостинице, и был назначен представителем Маршалов США с ограниченными полномочиями. Таким образом, он имеет право носить оружие, в отличие от осужденных. Рэй разведён, но поддерживает хорошие отношения с дочерью. До своего осуждения, он придумал идею этой группы. После смерти Чарли, главный директор Уэнделл восстанавливает Рэя на свою прежнюю должность.
- Серинда Суон в роли Эрики Рид. Она была воспитана отцом — охотником за головами. Он был подвергнут пыткам и убит в отместку за захват члена банды, и Эрика выследила и убила пять из шести человек, причастных к убийству. Ей не было и 20 в то время, как она убила своих жертв и спрятал их тела так безупречно, что её признали виновной только в обвинениях в незаконном хранении оружия. У неё есть дочь, которая в настоящее время проживает с отцом ребёнка, но у неё практически нет контакта с ней, несмотря на её желание принимать более активное участие вместе с ней. Убийство своего отца и утрата дочери вызывают у неё сильную боль и гнев. В 2 сезон она проявляет романтический интерес к соседу, который работает на втором этаже их здания, даже поцеловала его несколько раз.
- Джимми Симпсон в роли доктора Ллойда Лоувери. Бывший вундеркинд, бихевиорист со степенью бакалавра (1993) и Доктора медицины (1997) из Гарвардского университета. Ллойд также обеспечивает психологическую помощь Джулианне и Эрике на их различных умственных проблемах, по мере возможности. Как ни странно, Ллойд страдает от пристрастия к азартным играм. После продаж незаконных предписаний для студентов, чтобы покрыть свои карточные долги, он потерял медицинскую лицензию и был приговорен к 25 годам лишения свободы. Он глубоко сожалеет о том, что 18-летняя девушка в глубокой депрессии, покончила жизнь самоубийством при передозировке таблеток, которые он прописал.
- Малкольм Гудвин в роли Шона «Ши» Дэниелса. Главарь банды, преступная деятельность которой (контрабанда наркотиков, торговли оружием и т. д.) покрыла большую часть США. Его опыт «Уличного парня» обеспечить практические знания о том, как преступники думают и двигаются. Первоначально он придумал название «Короли Побега» для группы и разработал граффити в стиле логотипа. В девятом эпизоде первого сезона он сказал своей подруге Ванессе, что не может ждать ещё 6 лет, чтобы выйти из тюрьмы, и быть с ней, и что есть другой путь, но Ванесса сказала: «Мы не можем быть беглецами снова».
- Брук Невин в роли Джулианны «Джулз» Симс. Бывшая студентка федерального центра подготовки исполнения закона. Она была первой в своем классе, пока не была исключена за её различные психологические расстройства, которые включают в себя социальные беспокойства, панического расстройства и депрессии. Джулианна выступает в качестве аналитика, исследования и определения различных ресурсов в распоряжение осужденных, такие, как семья, деньги и собственность, которые они могут использовать, чтобы помочь их побегу. У неё и Рэя есть тесная связь, даже однажды проявляет романтический интерес к Рэю. Он был рядом с ней, когда её исключили, и попросил, чтобы она присоединилась к группе.

## Список серий

### Сезон 1 (2011)
| № общий | № в сезоне | Название                                                   | Режиссёр | Автор сценария            | Дата премьеры  |
| --- | ---------- | ---------------------------------------------------------- | -------- | ------------------------- | -------------- |
| 1 | 1          | «Pilot» «Пилот»                                            | TBD      | Ник Сантора, Мэтт Олмстед | 7 марта 2011   |
| Когда осужденный убийца Огест Тилман совершает побег из тюрьмы, маршалы США Чарли Дюшамп и Рэй Занкенелли решили использовать необычный способ задержания беглеца посредством формирования специальной рабочей группы состоящей из трёх ранее неуловимых, но уже пойманных беглецов. Осужденные Ллойд Лоуэри, Ши Дэниелс и Филомена Рочлиффер согласны оказать помощь в обмен на сокращение своих сроков. |            |                                                            |          |                           |                |
| 2 | 2          | «Collected» «Коллекционер»                                 | TBD      | Ник Сантора, Мэтт Олмстед | 14 марта 2011  |
| Ксавье Прайс совершает побег из тюрьмы во время протеста против смертной казни за стенами исправительного учреждения. «Короли побега» не упускают случай попытаться разыскать его. Оказывается, что этот жестокий преступник, является «коллекционером», и имеет историю похищения женщин, пыток, и удержания их в плену в подвалах. Как только команда узнает, что в настоящее время где-то спрятана женщина, разворачивается работа по её поиску, до того как Ксавье сможет причинить ей вред. К команде присоединяется Эрика Рид. |            |                                                            |          |                           |                |
| 3 | 3          | «The Bag Man» «Ти-Бэг»                                     | TBD      | Ник Сантора, Мэтт Олмстед | 21 марта 2011  |
| Tи-Бэг, социопат с протезом вместо руки совершает кровавый побег из тюрьмы и отправляется мстить. Сначала «Короли побега» предположили что этот печально известный преступник хочет увидеть девушку, как только они нашли остатки бритвенных принадлежностей и узнали что он украл кольцо у женщины. Но интрига продолжает разрастаться, как его преступления после побега из тюрьмы. Команда должна выяснить кого он желает увидеть, и остановить его прежде чем он пересечёт границу Канады и обретёт свободу. Что в действительности движет этим сумасшедшим человеком, и что сделают «Короли побега» чтобы наконец прекратить эту безумную погоню раз и навсегда? |            |                                                            |          |                           |                |
| 4 | 4          | «Out of the Mouth of Babes» «Из уст младенцев»             | TBD      | Ник Сантора, Мэтт Олмстед | 28 марта 2011  |
| Джо, осужденный педофил, маскируется под одного из членов команды во время съемки фильма и совершает побег. Команда должна не только поймать его, но быть уверенными, что он больше не совершит преступлений находясь на свободе. Первым делом они направляются в школу, где Джо работал в качестве консультанта и где шестеро детей обвиняли его в приставаниях. Им также удается выследить бывшую жену Джо и детей, чьи жизни были разрушены, когда Джо получил пожизненный срок в тюрьме. Между тем, Эрика полна решимости увидеть свою шестилетнюю дочь в её день рождения, а жена Чарли убеждает его взять её на столь необходимый отдых. |            |                                                            |          |                           |                |
| 5 | 5          | «Queen of Hearts» «Дама червей»                            | TBD      | Ник Сантора, Мэтт Олмстед | 4 апреля 2011  |
| Команда пытается поймать безжалостную женщину, осужденную за убийство своего мужа, которого она ударила ножом 48 раз, которая сбежала из тюрьмы на школьном автобусе. Оказывается, женщина обманывала мужчин чтобы они думали, что она действительно заботился о них, таким образом они будут делать то, что она хочет, и помогут ей бежать. Специальная целевая группа Чарли и Рэя должна поймать её, до того как она причинит вред большему числу людей - а также убедиться, что её 14-летний сын останется в безопасности. Тем временем, игровой долг Ллойда увеличивается, а жуткий заключенный угрожает его жизни, если он не придумает способа вернуть деньги. |            |                                                            |          |                           |                |
| 6 | 6          | «Like Father, Like Son» «Как отец, так и сын»              | TBD      | Ник Сантора, Мэтт Олмстед | 11 апреля 2011 |
| Кристиан Бомонт не просто хочет расправиться с тюремной системой, а также свести счёты со всей системой организованной правительством. Группа должна найти этого сбежавшего преступника, прежде чем что-то ещё будет уничтожено. Ставки для команды становятся ещё выше, когда Бомонт посылает взрыв-пакет в дом Чарли Дюшампа. Между тем, Ллойд Лоуэри задаётся вопросом, кто его настоящий отец и почему его мать никогда не говорила правду о нём. |            |                                                            |          |                           |                |
| 7 | 7          | «Fun with Chemistry» «Забава с химией»                     | TBD      | Ник Сантора, Мэтт Олмстед | 18 апреля 2011 |
| Современные Бонни и Клайд сбежали из тюрьмы и продолжили череду преступлений и убийств. После убийства этой парой полицейского, «короли побега» стремятся поймать их прежде чем они убьют ещё кого-нибудь — а также до того как дюжина других правоохранительных органов поймают их первыми. Это бы означало, что «короли побега» не получат списания времени из своих сроков. В разгар хаоса, Джулианна испытывает романтические чувства к одному из «королей». |            |                                                            |          |                           |                |
| 8 | 8          | «Steaks» «Стейк»                                           | TBD      | Ник Сантора, Мэтт Олмстед | 25 апреля 2011 |
| Заключённый нестандартных размеров был отравлен, и его гроб использовался в качестве "троянского коня" для двух заключенных бежавших из исправительного учреждения Каюга. Один из заключенных, из мести, жестоко убивает тюремного охранника, из-за разногласий с другим заключенным, который хочет только большую зарплату и жизнь в роскоши. Убийство также повышает срочность поимки заключённых. Тем временем, Рэй даёт Эрике, Ши и Ллойду стимул, тот кто окажется наиболее полезным в этом деле, сможет гордиться вкусным бифштексом полученным на ужин. |            |                                                            |          |                           |                |
| 9 | 9          | «One for the Money» «Один за деньги»                       | TBD      | Ник Сантора, Мэтт Олмстед | 2 мая 2011     |
| Красивый, богатый и хитрый похититель драгоценных камней Андре, сбегает из тюрьмы оставив всех тюремных охранников ломать головы, он делает это как раз вовремя, чтобы совершить большой скачок в своей карьере. «Королям побега» чтобы разыскать его, нужно выяснить, что он замышляет и остановить его, пока не слишком поздно. Между тем, Ши и Эрика умоляют Рэя разрешить им супружеские свидания. |            |                                                            |          |                           |                |
| 10 | 10         | «Paid in Full» «Выплачены в полном объёме»                 | TBD      | Ник Сантора, Мэтт Олмстед | 9 мая 2011     |
| Печально известный наёмный убийца сбегает из тюрьмы, чтобы доделать некоторые незавершенные дела. Так как он убивал направо и налево, «Короли Побега» должны попытаться выяснить связь между его жертвами, поймать и закрыть его, прежде чем он снова кого-то убьёт. Общей нитью между всеми его жертвами, является участие в трагической истории, с изнасилованием молодой студентки колледжа 5 годами ранее, отец которой был охранником в тюрьме откуда он бежал. |            |                                                            |          |                           |                |
| 11 | 11         | «Off the Beaten Path» «В глуши»                            | TBD      | Ник Сантора, Мэтт Олмстед | 16 мая 2011    |
| Жестокий шизофреник с навыками выживания на открытой местности и историей ритуальных убийств, это его лекарства на охоте. Его добыча, Дебби Майерс, красивая, молодая телеведущая. После убийства санитара он убегает и на уме у него одно, разыскать Дебби, взяв её в особое место в горах Адирондак и завершить свою "любовь" через странную и жестокую церемонию, которая конечно заканчивается убийством Дебби. |            |                                                            |          |                           |                |
| 12 | 12         | «There are Rules» «Есть Правила»                           | TBD      | Ник Сантора, Мэтт Олмстед | 23 мая 2011    |
| Шокирующая сцена разворачивается в тюрьме, когда грузовик врезается в стену тюрьмы и бронированный автомобиль выезжает из его кузова с несколькими осужденными преступниками. Команда быстро начинает охоту на беглецов, и узнают что беглецы за одно с Рональдом Барнсом, человеком, который ненавидит их всех. Они следуют за Барнсом, и в конечном итоге понимают, что его планы оказания помощи заключённым по достижению свободы были уловкой, чтобы отвлечь власти от отслеживания самого Барнса. Барнс убьет любого кто попадётся у него на пути, "Короли Побега" должны перехитрить его пока не стало слишком поздно. |            |                                                            |          |                           |                |
| 13 | 13         | «Where in the World is Carmen Vega» «Охота за Кармен Вега» | TBD      | Ник Сантора, Мэтт Олмстед | 30 мая 2011    |
| Кармен Вега, безжалостная королева наркокартеля, совершает яростный и смертельный побег, чтобы посетить похороны своего убитого сына. Её план, привести семейный бизнес в порядок и передать ключи от картеля прямому наследнику, своему сыну Цезарю. Кармен не остановится ни перед чем, включая убийство членов своей команды и даже своей собственной семьи, чтобы посадить Цезаря на трон. Короли побега, похоже, на один шаг позади Кармен, и они чувствуют запах крысы. Есть информатор внутри команды? Королям побега нужно не только поймать Кармен и скостить свой срок, им также нужно найти место где Кармен держит в заложниках подругу Ши, чтобы спасти её жизнь. Найти предателя, поймать Кармен и сохранить любимую, Королям побега нужно потрудиться. В конце концов, они понимают, что они действительно команда, и пути назад нет. |            |                                                            |          |                           |                |

### Сезон 2 (2012)
| № общий | № в сезоне | Название                                                 | Режиссёр | Автор сценария            | Дата премьеры  |
| --- | ---------- | -------------------------------------------------------- | -------- | ------------------------- | -------------- |
| 14 | 1          | «An Unjust Death» «Несправедливая смерть»                | TBD      | Ник Сантора, Мэтт Олмстед | 5 марта 2012   |
| Короли побега вернулись за работу, и в погоне за Дэмиеном, особо опасным и безжалостным серийным убийцей. Ллойд был врачом по делу Дэмиена 8 лет назад, и с тех пор вражда между ними глубоко укоренилось. В самый разгар следствия, группа узнает, что Чарли было предложено повышение по службе, оставляя их неуверенными в своём будущем и судьбе всей программы. Но как только преследование Дэмиена усиливается, случается трагедия, и один из королей платит самую высокую цену, вынуждая остальных членов сплочённой команды справиться с невообразимой потерей.                                                                                |            |                                                          |          |                           |                |
| 15 | 2          | «Round Two» «Круг два»                                   | TBD      | Ник Сантора, Мэтт Олмстед | 12 марта 2012  |
| Банда опасных преступников сбегает из тюрьмы через подземный туннель. Короли побега объединяются с ФБР, узнав что один из членов банды на самом деле является агентом под прикрытием. Когда это начинает становиться похожим на возможное предательство тайного агента, напряжение в среде Королей возрастает, им необходимо выследить его и установить истину. Все это время команда должна бороться с потерей одного из своих. |            |                                                          |          |                           |                |
| 16 | 3          | «Double Down» «Дважды вниз»                              | TBD      | Ник Сантора, Мэтт Олмстед | 19 марта 2012  |
| Трэвис Манси - актёр и стукач, совершил побег из тюрьмы. Короли побега быстро находят и возвращают его обратно, только чтобы обнаружить, что Трэвис является ключом к нахождению ещё более крупной рыбы. Всё становится серьёзным, когда одного члена команды похищают. |            |                                                          |          |                           |                |
| 17 | 4          | «Cruz Control» «Круз Контроль»                           | TBD      | Ник Сантора, Мэтт Олмстед | 26 марта 2012  |
| После очень ловкого побега из автомобильного парка, беглец устраивает смертельное веселье с безрассудной несдержанностью. Ллойд понимает, что, движимый своим смертельный диагнозом, он начинает вычёркивать пункты из кровавого списка. Он считает себя ангелом-мстителем, команде предстоит остановить его и положить конец насилию. |            |                                                          |          |                           |                |
| 18 | 5          | «Self Help» «Самопомощь»                                 | TBD      | Ник Сантора, Мэтт Олмстед | 2 апреля 2012  |
| Короли побега вернулись на работу, озадачившись ответом на сбивающий с толка вопрос: почему заключённый сбегает из тюрьмы, при этом не покидая тюрьмы? Чтобы совершить идеальное преступление. Как он это делает? Задача команды, разузнать это. |            |                                                          |          |                           |                |
| 19 | 6          | «I Smell Emmy» «Я чувствую Эмми»                         | TBD      | Ник Сантора, Мэтт Олмстед | 9 апреля 2012  |
| Доброволица в женской тюрьме подвергается нападению грубой заключённой. На пути к судебному слушанию, которое является результатом того нападения, заключённая изображает боль в намеченное время. Транспорт вынужден совершить остановку, во время которой заключённая убегает. Когда она появляется в доме волонтёра и стреляет через подушку в её мужу, это кажется трагичным, пока не становится известно, что волонтёр и заключённая работали вместе. Короли побега преследуют этот дуэт по горячим следам. |            |                                                          |          |                           |                |
| 20 | 7          | «Ain't Love (50) Grand?» «Любовь бесценна (на 50 тысяч)» | TBD      | Ник Сантора, Мэтт Олмстед | 16 апреля 2012 |
| Преступника на обязанности уборщика день за днём изматывает один из охранников - пока не наступил день, когда он больше не сможет этого сделать. Осуждённый убивает охранника и сбежав начинает искать любовь всей его жизни. Он любит её настолько сильно, что убил плохо влияющего на неё отчима. Вот как он оказался в тюрьме. Девушка, наша Джульетта, принудила Ромео полагать, что она ждёт его и будет любить его вечно. Однако, полагая, что он отбывает пожизненный тюремный срок, она шла дальше и любила его так сказать только номинально. В ярости, Ромео похищает Джульетту. Задача Королей побега состоит в том, чтобы спасти их обоих. |            |                                                          |          |                           |                |
| 21 | 8          | «SEALd Fate» «Судьба отряда»                             | TBD      | Ник Сантора, Мэтт Олмстед | 23 апреля 2012 |
| Бывший член отряда ВМС Иона Уитмен совершает ужасный побег из тюрьмы. Его психическое здоровье находится под вопросом, и он считается вооруженным и очень опасным. Вместо того, чтобы скрыться, Иона приступает к мести своим бывшим работодателям из ALASTOR, правительственного подрядчика, который устанавливает теории заговора. Короли побега выслеживают Иону и попытаются вернуть его, раскрывая правду скрытую за его паранойей. |            |                                                          |          |                           |                |
| 22 | 9          | «Freakshow» «Шоу уродов»                                 | TBD      | Ник Сантора, Мэтт Олмстед | 30 апреля 2012 |
| Макс Дойл был сиротой, выросший в цирке с корыстной целью. Всю его жизнь Макс чувствовал нехватку принадлежности, чувство, которое только частично успокаивалось. Именно эту возможность Короли побега используют выслеживая Макса. Тем временем не все Короли находятся в деле, по крайней мере один остаётся, чтобы следовать за подсказкой, оставленной им Дэмианом - с пагубными последствиями. |            |                                                          |          |                           |                |
| 23 | 10         | «Served Cold» «Месть подается холодной»                  | TBD      | Ник Сантора, Мэтт Олмстед | 30 апреля 2012 |
| Дэмиен повысил психотическую ставку с Королями побега, и теперь это личное. Всё ещё находясь под запретом работать по делу Дэмиена, Короли делают то, что должны сделать, чтобы довести дело до конца. В конце концов, команде придётся столкнуться с невыносимым выбором. |            |                                                          |          |                           |                |